# Il faut du temps (chanson)
Pour les articles homonymes, voir Il faut du temps.
Chansons représentant la France au Concours Eurovision de la chanson
Je n'ai que mon âme
(2001) Monts et Merveilles
(2003)
Il faut du temps, ou sous le titre complet Il faut du temps (je me battrai pour ça), est une chanson interprétée par la chanteuse française Sandrine François pour représenter la France au Concours Eurovision de la chanson 2002 qui se déroulait à Tallinn, en Estonie. Elle a été coécrite par le chanteur Patrick Bruel.
Sandrine François a également interprétée la chanson en anglais sous le titre After the Rain (« Après la pluie »).

## Thème
La chanson est une ballade rythmée, dans laquelle Sandrine François explique que tout ce qui est bon dans la vie prend du temps et qu'elle est prête à se battre pour atteindre ses objectifs.

## Concours Eurovision de la chanson
Elle est intégralement interprétée en français, langue nationale, le choix de la langue est toutefois libre depuis 1999.
Il s'agit de la dix-septième chanson interprétée lors de la soirée, après Sergio & The Ladies qui représentaient la Belgique avec Sister et avant Corinna May qui représentait l'Allemagne avec I Can't Live Without Music (en). À l'issue du vote, elle a obtenu 104 points, se classant 5e sur 24 chansons,.

## Liste des titres
Singles de Sandrine François
Celui de trop
(2003)
Pistes de Et si le monde...
Emmène moi
(2) Sur mon nuage
(4)
| 1. | Il faut du temps    | Patrick Bruel, Marie-Florence Gros | Patrick Bruel, Rick Allison | 3:56 |
| 2. | Comme une étincelle | Erick Benzi                        | Erick Benzi                 | 3:38 |

| 1. | Il faut du temps                                        | Patrick Bruel, Marie-Florence Gros               | Patrick Bruel, Rick Allison | 3:56 |
| 2. | After the Rain (version en anglais de Il faut du temps) | Janey Clewer, Patrick Bruel, Marie-Florence Gros | Patrick Bruel, Rick Allison | 3:56 |
| 3. | Comme une étincelle                                     | Erick Benzi                                      | Erick Benzi                 | 3:38 |

## Classements
| Classement (2002)                       | Meilleure position |
| --------------------------------------- | ------------------ |
| Belgique (Wallonie Ultratop 50 Singles) | 32                 |
| France (SNEP)                           | 24                 |

## Historique de sortie
| Pays ou région | Date | Format    | Label |
| -------------- | ---- | --------- | ----- |
| France         | 2002 | CD single | RCA   |
| Europe         | 2002 | CD maxi   | RCA   |